# Иванов, Николай Яковлевич (историк)
Никола́й Я́ковлевич Ивано́в (2 мая 1912, Псков — 6 августа 1987) — советский историк, доктор исторических наук (1970), профессор исторического факультета ЛГУ.

## Биография
Сын петроградского рабочего, красногвардейца. В детстве был членом одного из первых пионерских отрядов, с 1927 года — комсомолец.
В 1930 году поступил на исторический факультет Ленинградского института истории, философии и лингвистики, который закончил в 1934 году. В 1934—1936 работал в Барнаульском учительском институте. В 1936—1939 обучался в аспирантуре Ленинградского университета. После окончания аспирантуры направлен работать в педагогический институт г. Энгельса. В августе 1941 года вернулся в Ленинград, вступил добровольцем в университетский отряд народного ополчения. В первые месяцы войны выступал с лекциями в воинских частях, на кораблях и в госпиталях. В апреле 1942 года был мобилизован в Красную Армию, прошёл путь от солдата до капитана; был зам. командира роты по политчасти, начальником дивизионной партийной школы. С сентября 1943 — член ВКП(б). После окончания войны до демобилизации в 1948 преподавал историю СССР в Военно-медицинской академии им. С. М. Кирова.
С 1948 до конца жизни работал в Ленинградском университете (кроме 1952—1955, когда он преподавал в Ленинградском библиотечном институте им. Н. К. Крупской). С 1970, после защиты докторской диссертации — профессор. В 1976—1986 был заведующим кафедрой истории советского общества исторического факультета.
Научные труды Н. Я. Иванова в основном посвящены истории Октябрьской революции.

## Семья
- Жена — Суворова, Елена Ивановна (1911—1986)[3], историк.
- Сын — Суворов, Николай Николаевич (род. 1947), доктор философских наук, профессор СПбГИК.

## Труды
- Великий Октябрь в Петрограде: Исторический очерк. — Л.: Лениздат, 1957. — 336 с.: ил.
- Корниловщина и её разгром: Из истории борьбы с контрреволюцией в 1917 г. — Л.: Изд-во ЛГУ, 1965. — 240 с.
- Контрреволюция в России в 1917 году и её разгром. — М.: Мысль, 1977. — 272 с.